# Eternamente tua
Eternamente tua (Eternally Yours) è un film del 1939 diretto da Tay Garnett.